# Neostorena grayi
Neostorena grayi är en spindelart som beskrevs av Rudy Jocqué 1991. Neostorena grayi ingår i släktet Neostorena och familjen Zodariidae.
Artens utbredningsområde är New South Wales. Inga underarter finns listade i Catalogue of Life.